# Su-9 (航空機)
 Su-9 / Су-9 フィッシュポット
国土防空軍のSu-9
- 用途：戦闘機
- 分類：迎撃戦闘機
- 設計者： 第51設計局
- 製造者： 第153工場、第30工場「ズナーミャ・トルダー」
- 運用者： 国土防空軍
- 初飛行：1957年
- 生産数：1000機以上
- 生産開始：1957 - 1962年
- 運用開始：1960年
- 退役：1980年代
- 運用状況：退役

Su-9（スホーイ9、スホイ9；ロシア語:Су-9スー・ヂェーヴャチ）は、ソ連のスホーイ設計局で開発された迎撃戦闘機（Истребитель-перехватчик）である。1960年代にソ連の防空軍の主力機として使用された。
高高度で領空に侵入してくる偵察機・情報収集機の迎撃を主要任務とした。当時のソ連では、最速のそして最も高い高度を飛行できる最高性能の戦闘機であった。運用現場では、その主翼の形状から「三角帽」、「バラライカ」と渾名された。U-2撃墜事件の際に迎撃に上がった機体として話題にのぼることも多い。北大西洋条約機構（NATO）では、識別のためSu-9に対し「フィッシュポット」（Fishpot）というNATOコードネームを割り当てた。

## 概要

### 前史
ソ連の航空機技術者であったベラルーシ人のパーヴェル・オーシポヴィチ・スホーイは、第二次世界大戦中はSu-2の開発などで知られたが、政治的な事情もありあまり大きな業績を残すことはできなかった。スホーイはエルモラーエフの設計局で行われていた双発ジェット機の開発を引き継ぎ、戦後にはSu-9 «K»を成功裏に飛行させたが、この機体も、またその発展型も量産化を認められなかった。加えて、大型後退翼機のSu-15 «P»の墜落、Su-17 «R»の開発失敗を拠り所にソ連中央よりサボタージュを行ったとして批判され、設計局は閉鎖が命ぜられた。

### 後退翼とデルタ翼
スホーイに再びチャンスが巡ってきたのは、マッハ 2クラスの新型大型戦闘機の開発に際してのことであった。1953年3月、スホーイに航空産業省第1設計局（OKB-1；ОКБ-1）の設計主任の任に就くよう指令がおりた。当時、他局を押しのけて主要な戦闘機設計局となっていたミグ設計局は空軍の主力戦闘機となるべき小型の超音速前線戦闘機の開発で手一杯であったため、スホーイに大型の前線戦闘機と防空軍向けの迎撃戦闘機の開発が命ぜられた。これらスホーイの大型機は、ミグの小型機よりも大きな収容力を生かしてより高い能力を持つ機体としての完成が期待された。設計局は、その年の末に自身の根拠地となる第51工場を受給された。
当時はどの国でも超音速における航空技術に関してはまったくの暗中模索というような状態であった。ソ連では、その中でも特に「後退翼」か「デルタ翼（三角翼）」かという議論に結論が見出せないでいるところであった。そのため、ミグ、スホーイ両設計局には同じ胴体・尾翼を利用してそれぞれの翼型を持った機体を試作することが命ぜられた。
このときミグで開発されたデルタ翼機は、のちに超音速機としては最大の生産数を達成することとなるMiG-21シリーズへと発展した。後退翼機(Ye-2)は量産されなかった。ともに空軍へと配備されることになる同クラスの戦闘機が平行して生産される必要はなかったためであるといわれる。一方、スホーイで開発された後退翼機S-1、S-3のうち前線戦闘機として開発されたS-1は、目標通り大型の前線戦闘機Su-7として完成した。Su-7シリーズは、次のSu-7B以降ソ連初の本格的戦闘爆撃機へと発展した。Su-7シリーズは、ソ連空軍をはじめワルシャワ条約機構諸国やアジア・アフリカ諸国で多数が配備された。
一方、これと同じ機体を持つデルタ翼機T-3（Т-3）は、防空軍向けの迎撃戦闘機として設計された。「T」（テー）は、ロシア語で「三角形の」を意味する形容詞「треугольный」(トリウゴーリヌィイ)を表している。また、デルタ翼の研究機は「トレウゴールカ」（Треуголкаトリウゴールカ:「正装用の三角帽」のこと）と渾名された。のちにSu-9と命名されることとなるこの機体は、姉妹機のSu-7とともにスホーイ設計局の復活を担った重要な機体となったといえる。
T-3は1954年、後退翼機S-1やS-3と同時期に設計局で開発が始められた。T-3に平行して、前線戦闘機型となるT-1も設計されたが、こちらはS-1の採用を以って開発中止となった。一方のT-3の開発は、先に開始されたS-1の開発を追い越し進行した。

### T-3の開発

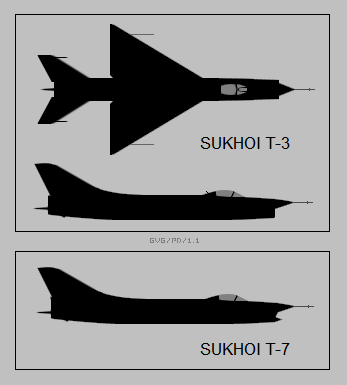
T-3とT-7 (PT-7)。レーダー配置とレドームの形状が後の生産型Su-9とは異なっている。

T-3の機体は、中央航空流体力学研究所（TsAGI）の研究をもとに設計された基本構造をもっていた。平行して開発されたのちのMiG-21も同じ研究をもとに設計されたため、両者はよく似た構造をもつ機体となった。
T-3は当初、「アルマース」（Алмаз:「ダイヤモンド原石」の意味）レーダーを搭載する機体として設計された。これは電波の測距部と捜索部が分かれた電波探知装置（レーダー・ステーション）で、そのためT-3は特異な形態の機首をもっていた。T-3初号機は、「アルマース」レーダーの派生型のひとつである「アルマース3」（Алмаз-3）を搭載して完成された。測距用アンテナのレドームは超音速飛行向けに先端を尖らせたものとなっており、従来のソ連機に範を得た円筒形の空気取り入れ口となった機首の上面に設置されていた。一方、捜索スキャナーのレドームは小型で先端の丸い形状のものであった。T-3はA・リューリカ＝サトゥールン製ターボジェットエンジンAL-7F（АЛ-7Ф）1 基を搭載した。T-3は1956年に初飛行を果たし、トゥーシノの航空パレードで同機を「発見」したNATOはこの未知の機体に対し「フィッシュポットA」（Fishpot-A）というコードネームを付与した。
レドームを装備したT-3やMiG-19P/PMでは、空気取り入れ口へのコーンの設置がMiG-19Sのようにたんなる円筒形の空気取り入れ口をもつ機体形態より飛行速度を無理なく高めることに貢献することが偶然にも明らかになった。そのため、Su-9以降のソ連戦闘機では円筒形の空気取り入れ口の中央に外部圧縮型のノーズコーンを設置する方式が多く採用されるようになった。ノーズコーンは斜め衝撃波を生むことから空気取り入れ口に押し込まれる空気の圧力損失を少なくするというショックコーンの役割を果たしており、このショックコーンが航空機の超音速突破へのひとつの鍵となることはスホーイに超音速迎撃戦闘機の開発の命ぜられた1953年当時には一種公然の秘密であった。機首に空気取り入れ口を設けてノーズコーンを取り付けるこの方式は飛行性能的にはたいへん優れており、もっとも効率的な形態であるともいわれている。しかしその反面、コーン内のスペースが限られるためレーダー等の機器の搭載が困難となり、ソ連機はノーズコーンの改良と大型化の試行錯誤を続けることとなった。オイルショックを契機に電子機器の小型化・効率化が推進される1980年代まで、電子機器の性能の高さは機械の大きさに比例するといってもよいほどで、そのためより高度のレーダーなどを装備しようとした場合それ相応の大きな設置スペースが必要となったのである。飛行性能がよくまた手馴れた機体構造であった機首空気取り入れ口に拘ったミグやスホーイなどソ連の各設計局では、他国では見られないような様々な形状のノーズコーンが試作された。また、それを搭載する多くの試作戦闘機も設計され、それらの多くはそれなりの飛行性能を発揮した。だが、やはりこうした改良作業では限度があり、それらの多くは量産の日の目を見なかった。より抜本的な解決が求められた結果、結局は西側のF-4ファントムIIに範を置いたような胴体両側に空気取り入れ口を設置する形態へと流れていった。なお、電子機器の小型化の進んだ現在では小型のノーズコーン内にも高性能のレーダーを搭載することが可能となっており、近代化改修されたMiG-21などは効率のよい機体構造による高い飛行性能と高性能のレーダーによる優れた攻撃能力を持ち合わせた有力な戦闘機となっている。
その後、改良型の「アルマース7」（Алмаз-7)）を搭載する研究機PT-7（ПТ-7）が製作されたが、この機体では空気取り入れ口内に設置された捜索スキャナーのレドームは下方へ向かい先端が尖ったものに変更されていた。ソ連ではいまだ測距部と捜索部を統合する技術が開発されておらず、この機体に搭載された「アルマース」も相変わらず電波の測距部と捜索部が別になっていた。そのため、PT-7の機首の外見はまるで口を開いた鳥の嘴のようであった。この機体では、兵装としてK-7LまたはK-5及びK-5Mをもとにして開発されK-6V空対空誘導ミサイル（ロシア語では「ミサイル」という単独の単語はなく「ロケット」と同じ単語で呼ぶ）を搭載する予定で試験が行われた。しかし、当時ソ連が保有していたレーダー・ステーションとそれに組合される兵装はいずれも満足のいくものではなく、「アルマース」を搭載した実用化研究機であるこのPT-7やPT-8（ПТ-8）もそれら自体は失敗作に終わった。とはいえ、これらの機体の研究で得た経験や成果はその後の機の開発に大いに生かされることとなった。

### T-43での研究
設計局名称T-43（Т-43）と呼ばれた大型デルタ翼機は、1958年前半期に量産化に向けた開発機であったPT-8をベースに製作された。T-43シリーズはT-3シリーズのひとつに数えられている。T-43はまずT-43-1からT-43-6まで6つの機体が製作され、それらにはAL-7Fの改良型で当時ソ連最大の出力をもっていたAL-7F-1（АЛ-7Ф-1）1基が搭載された。
T-43 の開発当時ソ連にあったレーダー・ステーションは、従来のMiG-17PF/PFUやMiG-19P/PM迎撃戦闘機に搭載されていた「イズムルート」（Изумруд:「エメラルド」の意味）またはRP-1（РП-1）、RP-2（РП-2）および改良型のRP-5（РП-5）と呼ばれる小型で電波発信部と受信部が分離されている形態のもの、Yak-25迎撃戦闘機に搭載されていた「ソーコル」（Сокол:「鷹」の意味）またはRP-6（РП-6）と呼ばれる大型のもののわずか2系統のみであった。いずれのステーションも、新しい迎撃戦闘機への採用には不適であった。イズムルートは小型かつ形状が特異で発展性に乏しく、逆にソーコルはあまりに大きすぎてT-43への搭載は困難であった。当時ソ連でレーダー開発を行っていた唯一の機関であった第17モスクワ科学試験研究所（NII-17）では、新しいレーダー・ステーションである「ウラガーン」（Ураган:「突風」の意味）と「パンテーラ」（Пантера:「豹」の意味）の開発を進めていたが、それらの計画は遅々として進まなかった。そこにきて、軍事産業省の第1設計局で新たなレーダー・ステーションの開発が行われていることが明らかになった。有翼の空対地ミサイルのシステムに関する研究の中心であったこの設計局では、主任のA・A・コーロソフ（А.А. Колосов）を中心に、十分にコンパクトなレーダー・ステーションTsD-30（ЦД-30）が完成された。TsD-30には、ピョートル・ドミートリエヴィチ・グルーシン（Петр Дмитриевич Грушин）の率いる航空産業省（MAP）第2設計局（グルーシン設計局)で開発された空対空誘導ミサイルシステムK-5(К-5）の運用能力が確保されていた。また、TsD-30は「ヴォーズドゥフ1」（Воздух-1:воздухは「空気」の意味）自動誘導装置を搭載し、この装置は低高度目標への攻撃能力を大幅に高める役割を担った。発信部と受信部を統合するシステムが開発され、このレーダー・ステーションの寸法はT-43の可動式ノーズコーンに無理なく収納できるものとなった。この派生型のおかげで、1957年までにソ連で制式武装に採用された空対空誘導ミサイルは唯一K-5だけであると言われた。その後、改良型のK-5M（К-5М）や1957年10月にMiG-19PMにおける検査試験を成功裏に完了したK-5MS（(К-5МС）がTsD-30の主要運用兵装とされた。のちに、K-5はRS-1U（РС-1У）、K-5Mは RS-2U（РС-2У）、K-5MSはRS-2US（РС-2УС）にそれぞれ改称された。
T-43シリーズではレーダーシステムの試験のほか機体の飛行特性の試験も行われた。その過程で、T-43-1のノーズコーンにはESUV-1（ЭСУВ-1）電気水圧システムが追加搭載された。1960年1月には、T-43の高い速度及び高度性能に比例して増加する燃料消費量を賄うために翼内にもインテグラル式燃料タンクを設置した機体としてT-43-12（Т-43-12）が開発された。インテグラル式燃料タンクを機体構造に組み込んだのは、この機体が世界初となった。その後、西側各国でも機内燃料タンクのインテグラル化が進められた。だが、翼内にまで燃料タンクを設置した戦闘機はあまり例がない。これは、T-43がよほど燃料を大量に消費したことと、それに対処するために設計者が大いに努力を行ったことの表れである。各種試験においてT-43は高い評価を得、その研究成果は量産へ向けたT-3の完成に反映されることとなった。

### Su-9-51の完成
1957年11月28日の定期の政府決定では、第51設計局（スホーイ設計局）へAL-7F-1装備のT-3へのTsD-30とK-5MSの艤装が命じられた。1958年4月にT-3-51が、TsD-30とK-5MSミサイルを搭載する試作機として完成された。T-3-51は、1958年3月に初飛行した後退翼の姉妹機Su-7と主翼以外はよく似た形状の機体デザインに落ち着いたが、レーダー・ステーションを搭載したため機首はSu-7よりも若干延長されていた。なお、T-3-51に平行して「ソーコル2」をもとに開発されたレーダー・ステーション「オリョール」（Орел:「鷲」の意味）を搭載するT-3-8M（Т-3-8М）も開発された。この機体はK-5MSよりはるかに優れたレーダー誘導または赤外線誘導空対空K-8M（К-8М）を搭載した。1958年から1960年にかけて、これらの機体は設計局で実用試験に入り、それぞれ各種の変更を経て量産化へと向かっていった。T-3-8MはT-47となり、のちSu-11として完成された。
1960年10月、最終的にT-3-51がSu-9-51（Су-9-51）として制式採用に漕ぎ着けた。機体はSu-9（Су-9）と命名された。一方、搭載するレーダー・ステーションTsD-30T（ЦД-30Т）はRP-9U（РП-9У）、K-5MSミサイルはRS-2USという正式名称を付与された。Su-9-51に対し、NATOは「フィッシュポットB」（Fishpot-B）というコードネームを付与した(（資料によってはT-43に対して付与したことになっている）。このコードネームは、量産型のSu-9にも引き続き使用された。

### 装備
量産型Su-9にはRP-9Uレーダー・ステーションが搭載され、これにより新型のRS-2US（K-5MS）空対空ミサイルの運用が可能とされていた。しかしながら、RS-2USはそれまでのMiG-19PMなどに搭載されていたRS-1U（K-5）とあまり変わり映えのしない装備であり、搭載する数量も4 発と同じであった。運用能力は増したとはいえ、新型の迎撃戦闘機がこれら能力不足のMiG-19PMなどと同程度の攻撃兵器しか搭載しないのでは、Su-9の実戦運用に限界が生じることは目に見えていた。RS-2USはビームライディング誘導される1950年代当時としては先進的な技術を持った空対空ミサイルであった。また、サイドワインダーのような細身のミサイルよりも弾体の破壊力はずっと大きなものであった。しかしながら、機体が小型で航続距離が不十分であること、ビームライディング誘導技術の限界、それらと関連して射程に不足があることなどの欠点を持っていた。Su-9の攻撃範囲は、戦略爆撃機を目標とした場合18-22kmまでの目標を捕捉でき、RS-2USは高度10kmまでの空域で10kmの射程を持っていた。この高度の場合、目標を機の上空2000m以内に収めねばならなかった。のち、RS-2USを赤外線誘導方式に変更したR-55（Р-55）も開発されSu-9でもRS-2USと併用されるようになったが、これによっても大幅に攻撃力が増すには至らなかった。ただ、レーダー誘導方式の長距離ミサイルと赤外線誘導方式の短距離ミサイルを同型ミサイルの派生型として搭載するというソ連防空軍の伝統的な装備は、ここに始められたともいえる。
TsD-30T/RP-9Uレーダー・ステーションを搭載するSu-9は、ビームライディング誘導装置である「ラズーリ」（Лазурь:「瑠璃色」）を搭載する機体相互を連関させる自動誘導装置「ヴォーズドゥフ1」を搭載していた。これらの装備は、遅れて開発の始められたMiG-21の全天候型MiG-21P/PFにも搭載された。ただし、MiG-21ではTsD-30TレーダーはRP-21「サプフィール」（РП-21 Сапфир:「сапфир」は「サファイア」のこと）の名称で制式採用された。このレーダーは、「サプフィール21」(（Сапфир-21）とも呼ばれた。同等のレーダー・ステーションが前線戦闘機にも搭載されたことでSu-9の相対的な価値の低下が生じたが、その他の防空システムを搭載する容量に関しては機体容積の大きなSu-9が有利であった。
無線ナビゲーション及び通信装置は、通信超短波ステーションRSIU-4V（РСИУ-4В）、KKO-2セットに含まれる高高度用通信装置、自動無線方位計(コンパス)ARK-5（АРК-5）、マーカー無線受信装置MTP-56P（МРП-56П）、計器離着陸(盲目離着陸)用の電波探知システムRSP-6（РСП-6）の無線応答器SOD-57M（СОД-57М）、機上コマンド誘導装置ARL-S「ラズーリ」（АРЛ-С Лазурь）、敵味方識別装置「クレームニイ2M」（Кремний-2М:「кремний」は「珪素」のこと）の応答機SRZO-2M（СРЗО-2М）が搭載された。
Su-9の飛行する高高度空域では夏でも外気の温度が真冬のシベリアよりもさらに寒冷になるため、乗員を酷寒から保護するための設備が必要不可欠であった。Su-9に搭載される空調システムは、乗員の精力的に活動できる条件を確保するものと期待された。空気はコンプレッサーの5または7段階から選択され、プログラムされた圧力レベルはARD-57V（АРД-57В）調節装置（レギュレーター）から供給された。TRTVK-45M（ТРТВК-45М）恒温器（サーモスタット）に与えられていた温度レベルは、+10℃から+20℃であった。空気は、風防ガラスが曇るのを予防するため、ガラスの嵌められた面の集電器越しに操縦室内へ入るようになっていた。高高度における飛行や操縦室の気密に際するパイロットの酸素の確保のため、KM-ZOM（КМ-ЗОМ）酸素マスクとKP-34（КП-34）とパラシュート降下用のKP-27M（КП-27М）酸素装置から成る酸素装置セットKKO-2（ККО-2）と低高度用レダクター・システムのボンベが搭載された。高高度用の与圧服は、GSh-4M（ГШ-4М）付属のVKK-ZM（ВКК-ЗМ）が用意された。

### 生産
Su-9は、1957年から1962年の間にヴァレーリイ・パーヴロヴィチ・チュカーロフ記念ノヴォシビールスク第153工場で各種派生型を含め888機、1959年から1961年の間にモスクワ第30工場「ズナーミャ・トルダー」（「労働の旗」の意味；現在のP・デメーンチエフ記念MAPO）で量産型129機が生産された。Su-9は合わせて1000機以上が生産・配備され、防空軍の新しい主力迎撃戦闘機となった。なお、量産の開始時期が機体の完成時期よりもかなり早くなっているのは、当時のソ連のシステムによるものである。当時、ソ連では試験段階で将来の有望性が確かめられれば開発試験の完了を待たず生産体制が準備されるというのが通例で、その後の変更点は機体が生産されてから改修という形で適用されていくというのが通常のスタイルであった。他の例を挙げれば、姉妹機であるSu-7も生産開始の指示が出されたのは1956年であったのに対し開発試験が完了したのは1958年末のことであった。また、MiG-15に到っては開発が完了したのは早くても機体名称も変わったMiG-17Fになってからのことで、つまり朝鮮戦争時にはいまだ開発段階にあった機体が最前線へ投入されていたということになるのである。これが、欧米諸国に一歩たりとも遅れをとるまいとして新型装備の増備を急いだソ連のスタイルであった。

### Su-9U
1960年にはT-43を複座化した練習戦闘機としてU-43（У-43）が開発され、1961年から1962年まで工場試験および国家試験が行われた。試験成績は良好であったことから1961年からは第30工場で量産化に入り、Su-9U（Су-9У）として部隊配備された。Su-9Uは50機が生産されたとされる。Su-9Uには戦闘機型と同様の機器が搭載されており、戦闘訓練に使用された。NATOはSu-9Uに対して「メイデン」（Maiden:「処女」）というコードネームを付与した。

### 発展
Su-9の改良作業はその後も継続して行われ、エンジンは当初のAL-7F-1からAL-7F1-100、AL-7F1-150、AL-7F1-200へと改良されていった。Su-9ではSu-7シリーズと同じく射出座席はKS（КС）シリーズが搭載されていたが、これも初期のKS-1から改良型のKS-2に換装された。KS-2は最大速度1000 km/hまでの速度域で使用可能で、下限は高度150 mにおいて500 km/hで安全に射出が可能とされた。さらにのちには、改良型のKS-2a、またさらに改良されたKS-3が搭載された。搭載武装は、当初はRS-2USコマンド誘導ミサイルを4発であったが、のちにはRS-2USを2発とその派生型であるR-55赤外線誘導ミサイルを2発という組み合わせが基本装備となった。それに合わせ、搭載するレーダー・ステーションはRP-9UからR-55を運用可能なRP-9UK（РП-9УК）に変更された。また、Su-9は他の多くの迎撃戦闘機の例に漏れず固定武装として機関砲を装備しなかったが、偵察気球などの迎撃に大きな効力を発揮する機関砲も必要であるとして汎用機関砲コンテナーUPK-23-250（УПК-23-250）が搭載できるよう改修された。その他、多くの電子機器が徐々に新しいより性能の高いものへと換装されていった。また、機内燃料タンクにも改良が加えられ、外部にも増槽を搭載できるように改修された。搭乗員の与圧服も新しいものへ変更されていった。
また、Su-9からは「空飛ぶ研究所」（«Летающая лаборатория»リターユシャヤ・ラバラトーリヤ）と呼ばれる多くの研究機も開発された。さまざまな技術が未画定であった1960年代にあって、開発面でもSu-9は大きな業績を残したといえる。これらの研究成果から、Su-15迎撃戦闘機やT-4「ソートカ」超音速爆撃機などが生み出された。

### 運用
Su-9は全天候迎撃機としては能力の不足していたMiG-17やMiG-19を代替し、まず首都モスクワやバクー油田などの重要地点の防備部隊から配備が開始された。その他には、Su-9は主としてソ連の北辺の防備と中央アジア方面の防備に就いた。
具体的には、Su-9の最初の部隊配備はカスピ海沿トルクメニスタンのクラスノヴォーツク、ウクライナ オデッサ州のオズョールノエとリヴィウ州のストルィーイ、ベラルーシブレスト州のバラーノヴィチ、ロシア北方ムールマンスク近郊のキルプ＝ヤーヴル、ウズベキスタンのカルシーの各飛行場へなされた。部隊は各都市間の防空の任に就いた。実のところは、最初の量産機は航続距離の不足のせいでこれらの飛行場の間を巡回することで防空任務を遂行するよりほかなかったのである。これらの飛行場は互いに1000 km以内の距離に置かれており、東シベリアや極東地方のような基地間の距離の長い地帯の防空の問題は解決されなかった。その後もSu-9の増備は続けられたが、この問題が解決されるのは1960年代末より始められたTu-128の配備まで待たねばならなかった。
ウラル山脈西側の都市ペルミの部隊に配備されたSu-9のうちの1機は、受領間もない1960年5月1日、領空を侵犯して飛来したアメリカ中央情報局（CIA）の偵察機U-2の迎撃を命ぜられた。アメリカは、まだ配備の始まって間もないSu-9の能力を十分に把握しておらず、ソ連軍迎撃戦闘機の攻撃をまったくといっていいほど警戒していなかったようである。そのため、U-2は悠々とソ連領土上空を飛行していた。一方、新鋭機であったSu-9は機上レーダーがまだ稼動状態になかったため地上からの厳密な誘導のもと侵犯機の迎撃に上がったが、結局目標を発見できなかったとされる。また、Su-9は本来MiG-19などと違い十分にU-2を迎撃できる能力をもっていたが、このとき機にはまだ武装が到着していなかった。そのため、Su-9のパイロットは体当たりで侵犯機を撃墜するよう命ぜられていたが、身重の妻のあったパイロットはそれをためらってU-2の発見を報告しなかったのではないかという憶測もある。ニキータ・セルゲーエヴィチ・フルシチョーフはのちに「我が国の防空部隊は惰眠を貪っていた」と批判しているが、それまで一度もU-2の迎撃に成功したことのなかった防空軍の立場は相当厳しいところにあったと思われる。そのためもありペルミの上官は非理性的な命令を下したと思われるが、結局このU-2は防空ミサイルによって撃墜された。これは一般に「U-2撃墜事件」として知られている。U-2を撃墜したのはSu-9であるという説もあったが、Su-9は迎撃には上がったものの撃墜するには到っていないというのが実際のところのようである。
その後、Su-9ではRS-2USを搭載しての迎撃戦闘訓練が行われた。その目標は、アメリカ空軍の戦略爆撃機B-47とB-52、偵察機U-2、そして爆撃機から発射される大型の有翼空対地ミサイルAGM-28ハウンド・ドッグであった。RS-2USのSu-9での試験は地上目標に対しても実施された。1966年、第350戦闘飛行連隊のパイロットたちはバルハシ湖近くの演習場で地上目標への戦闘訓練を開始した。だが、やはりRS-2USは万能ミサイルにはなり得なかった。
実戦へのRS-2USの使用の実態は詳らかでないが、少なくとも1960年代末にSu-9が2 機のイラン空軍戦闘機に対してRS-2USを発射している。しかし、Su-9の機上レーダーは接近しすぎた敵機を1 機と捉えてしまい、発射されたミサイルは2 機のあいだを擦り抜けてしまい、Su-9は目標を取り逃がした。また、1967年には第179護衛戦闘飛行連隊のSu-9が高度26 kmで自動偵察気球の迎撃を行った。Su-9は、高度22 kmに達した時点でRS-2USを発射した。ミサイルは、気球の長大な吊下部の下半部分を撃ち抜いた。その後、別の連隊のパイロットがこの気球に止めを刺した。
防空戦闘機の日常における最も重要な任務のひとつであった偵察気球の迎撃に関しては、初期の頃はこのようにミサイルを用いて攻撃を行っていた。防空軍の戦闘機は「ミサイル万能論」を受けて機関砲などの機上固定武装を搭載していなかったが、気球のような「軟らかい目標」に対してはミサイルでの攻撃は効率的ではなく、またそうした目標に使用するにはミサイルはあまりに高価であったため、のちに防空軍の戦闘機はUPK-23-250機関砲コンテナーが運用できるように改修されていった。この機関砲は汎用とされたが、主として気球の迎撃のために用意されたものであることはその運用実績からも明らかであった。UPK-23-250を搭載したSu-15TMやMiG-23MLDは、多数の軍用気球を撃墜した。Su-9もUPK-23-250を搭載するよう改修が施されたが、そのときはすでに就航時期の末期に差し掛かっていたため他機のような目立った活動は聞かれない。
Su-9の配備は各国へ輸出された姉妹機Su-7と異なり、ソ連国内のみになされた。ソ連では、高度なシステムを搭載する防空軍向け機材は国外不出というのが原則であった。例外としては輸出型MiG-25PDが挙げられるが、これは「ベレンコ中尉亡命事件」でMiG-25Pの搭載機材の情報がすべて西側へ漏れてしまったこと、その後この事件を受けてシステムを一新した国内向けMiG-25PDが開発されたことなどにより、輸出向けMiG-25PDの機体にはMiG-25P用の機材を搭載することにより輸出が許可されたものと考えられている。一方、Su-9は発展型のSu-11、Su-15とともに1機たりとも海外へ輸出されることはなかった。また、ソビエト連邦の崩壊時にはSu-9はすでに旧式化して退役しており、ロシア、ベラルーシ 、ウクライナなど独立国家共同体諸国で運用されたSu-15と違い、各独立国で運用されることもなかった。Su-9は1970年代には第一線を退いた。退役時期は資料によるが、1963年から1966年にかけて退役したとする記述もある。一方、各種の改良作業を施して1980年代半ばまで運用されたとする資料もある。恐らくは、一部の部隊ではSu-9は1960年代にSu-11など他の機体に代替され、多くの機体は1970年代に退役し、残る一部は1980年代まで使用されたのであろう。また、標的機Su-9RM（Су-9РМ）に改修され最後の役目を果たした機体もあった。Su-9は大型で容積の大きい高速機であったことからさまざまな試験に重宝され、ソ連では迎撃戦闘機としてのみならず研究機としても重要な位置を占めていた。なお、Su-9は後継のSu-11に全機が代替されたとする記述も広く見られるが、Su-9に比べればごくわずかしか生産されなかったSu-11ではSu-9を代替するには足りず、実際にSu-9を退役に追いやったのは次のSu-15やMiG-25である。

### 評価
Su-9は20数年にわたり絶え間ない改修が施されたうえ、機体のほとんどは退役後解体されて現存しない。またその改修も一括して行われたものでなく、その規格に関しても他のソ連機同様機体による個体差が大きいため全体像を掴むのは今以て難しい。だが、Su-9はソ連の迎撃戦闘機のスタイルを確立した重要な機体として位置づけられることは確かである。
それまでの主力迎撃戦闘機MiG-19は、現在でも「最高の格闘戦闘機」といわれるほどの運動性を誇る軽快な小型戦闘機であった。それに対し、Su-9は大型の機体に多くの電子機器やデータリングシステムを搭載するハイテク機として完成された。Su-9はMiG-19のように格闘戦を前提としたレシプロ時代以来の戦闘機の概念を捨て、純粋にミサイルの発射ベースとして設計されたと言える。格闘戦闘にこだわる旧来の伝統を捨てるこの方針の出た背景には、当時の「ミサイル万能論」があったと考えられる。Su-9については防空システム関連の情報の機密性の高さから一般には明らかにされておらずその特性についても詳らかでないものの、安定した飛行特性をもつ爆撃用ベースであったという姉妹機Su-7への評価から類推すれば、Su-9も機動性を犠牲にした代わりにミサイルの発射ベースとして安定した飛行特性を得た機体であったと考えられる。空中機動性の高い航空機は格闘戦能力は向上するものの射撃ベースとしての安定性は低下しがちである。Su-9はMiG-19のような空中格闘戦を行うには不向きな機体となったが、かわりに安定したブレのない飛行によりミサイルの運用を容易ならしめるべく設計された機体であった。そして、迎撃戦闘機をミサイルの発射ベースとして捉えるこの方針は、ソ連最後の純粋な迎撃戦闘機であるMiG-31に到るまで変更されることはなかった。
その一方で、前線戦闘機としてのMiG-19の後継機であるMiG-21は、MiG-19の高い運動性を引き継いだ機体となっている。さらに後継機であったMiG-23は運動性では前任に及ばなかったが逐次改良が続けられ、MiG-29に至って再び高い運動性を得ている。
Su-9は技術的に未完成な部分も多かったが、前線戦闘機・迎撃戦闘機という2つのソ連戦闘機カテゴリーのうち一方のスタイルを決定付けた機体として、たいへん重要な機体であるといえる。

## 主な派生型
- Su-9（Су-9スー・ヂェーヴャチ）：迎撃戦闘機型の基本型。1957年に初飛行。 Su-9
- Su-9B（Су-9Бスー・ヂェーヴャチ・ベー）：戦闘爆撃機型。
- Su-9U（Су-9Уスー・ヂェーヴャチ・ウー）：複座教育訓練機型。NATOは「メイデン」（Maiden）というコードネームを付与した。
- Su-9RM（Су-9РМスー・ヂェーヴャチ・エール・エーム）：標的機として改修されたSu-9。
- Su-11（Су-11スー・アヂーンナッツァチ）：迎撃戦闘機型の発展型。1958年に初飛行。 Su-11（量産機）
- Su-15（Су-15スー・ピトナーッツァチ）：迎撃戦闘機型の発展型。1963年に初飛行。 ミンスク上空を飛行するSu-15TM
- T-3（Т-3テー・トリー）：Su-9/11/15の試作機。デルタ翼が共通の特徴である。アルマース3・レーダー・ステーションを搭載した最初の機体を、NATOは「フィッシュポットA」（Fishpot-A）として認識したが、多数製造された他の機体に関してはコードネームは付与されなかった。 T-3（アルマース3搭載型）
- T-5（Т-5テー・ピャーチ）：Su-9の双発化の試作機となった機体。横幅を拡張された後部胴体にR-11F-300（Р-11Ф-300）エンジン2基を搭載した。研究成果はSu-15の開発に生かされた。 T-5
- レターユシチャヤ・ラボラトーリヤ（Летающая лабораторияリターユシャヤ・ラバラトーリヤ）：「空飛ぶ研究所」という意味の名称を持つ研究機がされた。略称はLL（ЛЛエール・エール）である。このうちのある機体ではカナード翼の試験が行われたが、その取り付け方法は上下に1枚ずつあるいは下面に1枚のみという変わったものであった。
- PT-7（ПТ-7ペーテー・スィェーミ）：T-3から開発されたアルマース・レーダー・ステーションを搭載する試作型のひとつ。K-7またはK-6ミサイルを搭載する機体として開発されたが、このミサイルの不成功により機体の開発も終了した。なお、名称は搭載ミサイル名に由来するものである。
- PT-8（ПТ-8ペーテー・ヴォースィェミ）：T-3から開発されたアルマース・レーダー・ステーションを搭載する試作型のひとつ。PT-8-4はK-7ミサイルを搭載する機体として開発されたが、このミサイルの不成功により機体の開発も終了したが、機体はT-47のもととなった。なお、PT-8-4に平行して開発されたPT-8-5はT-47と改称された。なお、名称は搭載ミサイル名に由来するものである。
- PT-95（ПТ-95ペーテー・ヂヴィノースタ・ピャーチ）：PT-8をもとにAL-7F-1エンジンの試験用に開発された「空飛ぶ研究所」。この機体でAL-7F-1エンジンの搭載試験はいちおうの完成を見た。
- 「製品100L-1」（«Изделие 100Л-1»イズヂェーリイェ・ストー・エール・アヂーン）：「空飛ぶ研究所」のひとつ。Su-9をもとに製作され、新しい翼型を試験された。 100L
- L-43（Л-43エール・エール）：「空飛ぶ研究所」のひとつ。Su-9UをもとにT-4ソートカ爆撃機の開発のために製作された研究機。「製品94」（«Изделие 94»イズヂェーリイェ・ヂヴィノースタ・チトィーリェ）とも呼ばれた。
- T-3-8M（Т-3-Мテー・トリー・エーム）：Su-11のもととなった試作機。オリョール・レーダー・ステーションとK-8Mミサイルを搭載し、エンジンはAL-7F-1の単発であった。
- T-37（Т-37テー・トリーッツァチ・スィェーミ）：T-3の派生型として設計された試作迎撃戦闘機で、当初はT-3A（Т-3Аテー・トリー・アー）と呼ばれた。K-9-51（R-38）ミサイル2発を搭載し7600 kg/sのR-15-300ターボジェットエンジンで3000 km/hの最高速度を発揮することを計画していた。ミグ設計局のマッハ 3級試作迎撃戦闘機Ye-150に勝る性能を持つ機体となるはずであったが、実際に製作はされなかった。
- T-43（Т-43テー・ソーラク・トリー）：T-3から製作された研究機。多数製作された。1960年5月には、T-43-5が100 kmコースにおける2032 km/hの世界速度記録を達成している。1962年9月4日には、AL-7F-2エンジンを搭載したT-43-1が21270 mの高度記録を達成した。3週間後、この機体は500 kmの閉鎖コースにおける平均速度 2337 km/hという速度記録を達成した。T-43-3、T-43-4、T-43-5、T-43-8では、ミサイルと自動赤外線照準装置（ТГС、Тепловая головка самонаведения）の試験が行われた。K-7ミサイル装備仕様のPT-8をK-5M装備仕様に改修したT-43-6は1959年7月20日に墜落し、パイロットが死亡した。T-43-7とT-43-10は、自動操縦装置AP-29Zh1（АП-28Ж1）の研究に使用されたが、T-43-10は1960年に墜落事故で失われた。そのほか、いわゆる「ドッグスーツ」（犬歯）または「歯」（ズープ；«зуб»）と呼ばれる先端の鋭い張り出しを設けた形状の主翼をもつ機体も試験された。 T-43-12
- U-43（У-43ウー・ソーラク・トリー）：T-43から製作された複座練習戦闘機型の試作機。Su-9Uとして量産化された。 U-43-1
- T-47（Т-47テー・ソーラク・スィェーミ）：Su-11のもととなった試作機シリーズ。当初の名称はPT-8-5。開発中止となったPT-8シリーズの機体研究成果が生かされ、それと同様の機体を持っていた。オリョール・レーダー・ステーションとK-8Mミサイルを搭載し、エンジンはAL-7F-1の単発であった。 T-47-5
- T-49（Т-49テー・ソーラク・ヂェーヴャチ）：試作戦闘機。より大型で高性能のレーダー・ステーションを搭載するために機首容積を増加させる目的で開発された。従来の円筒形方式の機首が改められ、空気取り入れ口が機首両側面下寄りに設けられていた。これは、のちに量産化されたSu-15の機体両脇に空気取り入れ口を設ける方式とも異なる独自のものであった。1959年末から1960年初旬にかけて若干の飛行試験が行われたが、エンジンの不調により開発は失敗に終わった。 T-49
- T-58D（Т-58Дテー・ピヂスャート・ヴォースィェミ・デー）：Su-15のもととなった試作機。T-37、T-49、T-5などの研究成果を取り入れ製作された。改良型のオリョール-D-58（Орел-Д-58）レーダー・ステーションとK-98（К-98）空対空ミサイルが搭載された。

## スペック（Su-9）
- 種別：迎撃戦闘機
- 初飛行：1957年
- 翼幅：8.54 m
- 全長：18.06 m (プローブを含む）
- 全高：4.82 m
- 翼面積：34.00 m2
- 空虚重量：7675 kg
- 通常離陸重量：11422 kg
- 最大離陸重量：12515 kg
- 機内燃料搭載量：3100 kg
- 発動機：AL-8F-1-100U（АЛ-7Ф-1-100У） ターボジェットエンジン ×1
- 出力：6800 kg/s
- 出力（アフターバーナー使用時）：9600 kg/s
- 最高速度：2230 km/h
- 最高速度(地表高度)：1150 km/h
- 実用航続距離：1260 km
- 実用航続距離（増加燃料タンク使用時）：1710 km
- 最大上昇力：12000 m/min
- 実用飛行上限高度：20000 m
- 乗員：1 名
- 武装：
  - ハードポイント ×6
  - RS-2US（РС-2УС） 空対空コマンド誘導ミサイル×4、またはRS-2US ×2およびR-55（Р-55） 空対空赤外線誘導ミサイル×2
  - 増加燃料タンク ×2

## 運用国
ソ連
国土防空軍

### 画像リンク
- ソ連防空軍のSu-9
- ソ連防空軍のSu-9
- トローペツ市の記念碑
- アルハンゲリスク市の記念碑
- ミンスク市郊外のマチュリシュチ飛行場の記念碑
- サマーラ市のSu-9
- RS-1U（K-5）を搭載したモニノのSu-9
- RS-2US（K-5MS）を搭載したソ連防空軍のSu-9

### 参考ページ
- Уголок неба. 2004 (Страница: "Сухой Т-3" Дата модификации: 18-05-2006) （ロシア語）
- Уголок неба. 2004 (Страница: "Сухой Су-9" Дата модификации: 16-03-2006) （ロシア語）
- Уголок неба. 2004 (Страница: "Авиационная библиотека" Дата модификации: 20-05-2006) （ロシア語）
- РУССКАЯ СИЛА / Су-9 ИСТРЕБИТЕЛЬ-ПЕРЕХВАТЧИК （ロシア語）
- Истребитель-перехватчик Су-9 （ロシア語）
- Ruské letouny Suchoj （ロシア語）
- Уголок неба. 2004 (Страница: "Сухой Су-11" Дата модификации: 16-03-2006) （ロシア語）
- РУССКАЯ СИЛА / Су-11 ИСТРЕБИТЕЛЬ-ПЕРЕХВАТЧИК （ロシア語）
- РУССКАЯ СИЛА / Су-15 ИСТРЕБИТЕЛЬ-ПЕРЕХВАТЧИК （ロシア語）
- Уголок неба. 2004 (Страница: "Сухой Т-37(Т-3А)" Дата модификации: 19-05-2006) （ロシア語）
- ПЕРВЫЕ СОВЕТСКИЕ РАКЕТЫ "ВОЗДУХ-ВОЗДУХ" （ロシア語）
- Радиооборудование ЛА / Радиосвязное оборудование （ロシア語）